# Дигидрофосфат натрия
Дигидрофосфа́т на́трия (мо̀нона́трийфосфа́т) — неорганическое соединение, кислая соль щелочного металла натрия и ортофосфорной кислоты с формулой NaH2PO4, бесцветные кристаллы, хорошо растворимые в воде, образует кристаллогидраты.

## Получение
- Нейтрализация концентрированной ортофосфорной кислоты разбавленным раствором едкого натра:

{\displaystyle {\mathsf {H_{3}PO_{4}+NaOH\ {\xrightarrow {}}\ NaH_{2}PO_{4}+H_{2}O}}}
- Реакция гидрофосфата натрия с фосфорной кислотой:

{\displaystyle {\mathsf {Na_{2}HPO_{4}+H_{3}PO_{4}\ {\xrightarrow {}}\ 2NaH_{2}PO_{4}}}}
- Растворение белого фосфора в слабощелочном растворе перекиси водорода:

{\displaystyle {\mathsf {P_{4}+10H_{2}O_{2}+4NaOH\ {\xrightarrow {}}\ 4NaH_{2}PO_{4}+8H_{2}O}}}

## Физические свойства
Дигидрофосфат натрия образует бесцветные кристаллы.
Хорошо растворимы в воде, плохо в этаноле.
Образует несколько кристаллогидратов NaH2PO4·n H2O, где n = 1, 2, которые плавятся в кристаллизационной воде при 100, 60 °C соответственно.
Расплавы кристаллогидратов, равно как концентрированные растворы дигидрофосфата натрия представляют собой вязкие мутные опалесцирующие жидкости, легко кристаллизующиеся при понижении температуры в полупрозрачную стекловидную массу.

## Химические свойства
- Кристаллогидрат теряет воду при нагревании в вакууме:

{\displaystyle {\mathsf {NaH_{2}PO_{4}\cdot 2H_{2}O\ {\xrightarrow {100^{o}C}}\ NaH_{2}PO_{4}+2H_{2}O}}}
- При нагревании образует кислый дигидропирофосфат натрия:

{\displaystyle {\mathsf {2NaH_{2}PO_{4}\ {\xrightarrow {160^{o}C}}\ Na_{2}H_{2}P_{2}O_{7}+H_{2}O}}}
- или метафосфат натрия:

{\displaystyle {\mathsf {NaH_{2}PO_{4}\ {\xrightarrow {220-250^{o}C}}\ NaPO_{3}+H_{2}O}}}
- Реагирует с щелочами:

{\displaystyle {\mathsf {NaH_{2}PO_{4}+NaOH\ {\xrightarrow {}}\ Na_{2}HPO_{4}+H_{2}O}}}
{\displaystyle {\mathsf {NaH_{2}PO_{4}+2NaOH\ {\xrightarrow {}}\ Na_{3}PO_{4}+2H_{2}O}}}
- Вступает в обменные реакции:

{\displaystyle {\mathsf {3NaH_{2}PO_{4}+3AgNO_{3}\ {\xrightarrow {}}\ Ag_{3}PO_{4}\downarrow +3NaNO_{3}+2H_{3}PO_{4}}}}
{\displaystyle {\ce {NaH2PO4 + 2Na2HPO4 -> Na5P3O10 + 2H2O}}}

## Применение
Дигидрофосфат натрия является массовым продуктом химической промышленности. Типичная цена составляет порядка 800$/т.
- В фармакологии при изготовлении лекарственных препаратов используются слабительные, буферные и водоудерживающие свойства вещества.
- В пищевой промышленности дигидрофосфат натрия используется в качестве многоцелевой пищевой добавки (код E339) и он выступает в качестве буфера и как стабилизатор окраски продуктов.
- Дигидрофосфат натрия входит в состав стиральных порошков и иных моющих средств, где выступает как умягчитель воды и буфер.

## Безопасность
Дигидрофосфат натрия неядовит. ЛД50 на крысах - >34,9-45,6 г/кг живого веса. ПДК в рабочей зоне — 10 мг/дм³. 
Класс опасности IV по ГОСТ 12.1.007-76.